# Championnat du Cameroun de football 2023-2024
 (novembre 2023).
Si vous disposez d'ouvrages ou d'articles de référence ou si vous connaissez des sites web de qualité traitant du thème abordé ici, merci de compléter l'article en donnant les références utiles à sa vérifiabilité et en les liant à la section « Notes et références ».
Navigation
Saison précédente Saison suivante
La saison 2023-2024 du Championnat du Cameroun de football est la 64e édition de la première division camerounaise, Elite One.
Le Championnat s'organise sur deux poules tirées au sort, dont une de dix équipes et l'autre de neuf.

## Les clubs participants

### Poule A
- AS Fortuna
- Canon Yaoundé
- Dynamo Douala
- Les Astres Football Club
- Union de Douala
- Gazelle FA
- PWD Social Club Bamenda
- Aigle royal de la Menoua
- Bamboutos de Mbouda
- Colombe sportive

### Poule B
- APEJES de Mfou
- Fauve Azur
- Stade Renard
- Avion Academy
- UMS de Loum
- Coton Sport
- YOSA Bamenda
- Fovu Baham
- Victoria United Football Club (promu)

## Compétition

### Saison régulière
Les matchs de la saison régulière se déroulent du 27 septembre 2023 au 3 mars 2024.
| Rang | Équipe           | Pts | J  | G | N | P  | Bp | Bc | Diff |
| ---- | ---------------- | --- | -- | - | - | -- | -- | -- | ---- |
| 1    | Canon Yaoundé    | 30  | 18 | 8 | 6 | 4  | 24 | 14 | +10  |
| 2    | Dynamo Douala P  | 30  | 18 | 8 | 6 | 4  | 21 | 17 | +4   |
| 3    | Colombe Sportive | 26  | 18 | 6 | 8 | 4  | 20 | 17 | +3   |
| 4    | Gazelle FA       | 26  | 18 | 6 | 8 | 4  | 20 | 18 | +2   |
| 5    | Aigle Royal      | 25  | 18 | 7 | 4 | 7  | 21 | 19 | +2   |
| 6    | PWD Bamenda      | 24  | 18 | 6 | 6 | 6  | 17 | 18 | -1   |
| 7    | Union Douala     | 24  | 18 | 6 | 6 | 6  | 18 | 21 | -3   |
| 8    | Bamboutos        | 23  | 18 | 7 | 2 | 9  | 28 | 26 | +2   |
| 9    | Les Astres       | 17  | 18 | 5 | 2 | 11 | 22 | 29 | -7   |
| 10   | AS Fortuna       | 17  | 18 | 3 | 8 | 7  | 11 | 23 | -12  |

| Rang | Équipe               | Pts  | J  | G | N | P | Bp | Bc | Diff |
| ---- | -------------------- | ---- | -- | - | - | - | -- | -- | ---- |
| 1    | Stade Renard         | 31   | 16 | 9 | 4 | 3 | 18 | 10 | +8   |
| 2    | Coton Sport T        | 29   | 16 | 8 | 5 | 3 | 23 | 9  | +14  |
| 3    | Victoria United P    | 22+2 | 16 | 7 | 4 | 5 | 24 | 20 | +4   |
| 4    | Young Sports Academy | 24   | 16 | 7 | 3 | 6 | 17 | 14 | +3   |
| 5    | Fauve Azur           | 23   | 16 | 6 | 5 | 5 | 14 | 17 | -3   |
| 6    | UMS de Loum          | 19   | 16 | 4 | 7 | 5 | 10 | 13 | -3   |
| 7    | Fovu Baham           | 17   | 16 | 4 | 5 | 7 | 15 | 19 | -4   |
| 8    | Avion Academy        | 14   | 16 | 2 | 8 | 6 | 11 | 18 | -7   |
| 9    | APEJES de Mfou       | 10   | 16 | 1 | 7 | 8 | 9  | 21 | -12  |

### Phase finale

#### Poule pour le titre
Les quatre premiers de chaque poule de la saison régulière jouent un mini-championnat, les équipes se rencontrant une fois. Les matchs se déroulent du 24 mars au 18 avril 2024.
Le Victoria United Football Club remporte son premier titre de champion du Cameroun, ce qui est une première pour un promu.
| Rang | Équipe               | Pts | J | G | N | P | Bp | Bc | Diff |
| ---- | -------------------- | --- | - | - | - | - | -- | -- | ---- |
| 1    | Victoria United P    | 13  | 7 | 4 | 1 | 2 | 11 | 8  | +3   |
| 2    | Coton Sport T        | 10  | 7 | 2 | 4 | 1 | 7  | 5  | +2   |
| 3    | Stade Renard         | 10  | 7 | 2 | 4 | 1 | 7  | 6  | +1   |
| 4    | Colombe Sportive     | 9   | 7 | 2 | 3 | 2 | 5  | 4  | +1   |
| 5    | Canon Yaoundé        | 8   | 7 | 2 | 2 | 3 | 4  | 8  | -4   |
| 6    | Young Sports Academy | 8-3 | 7 | 3 | 2 | 2 | 7  | 6  | +1   |
| 7    | Gazelle FA           | 8   | 7 | 2 | 2 | 3 | 4  | 5  | -1   |
| 8    | Dynamo Douala P      | 4   | 7 | 0 | 4 | 3 | 4  | 7  | -3   |

|  | Qualifié pour la Ligue des champions de la CAF. |
|  | T : Tenant du titre P : Promu d'Elite 2         |

#### Poule pour la relégation
Les équipes classées au-delà de la quatrième place de chaque poule de la saison régulière jouent un mini-championnat, les équipes se rencontrant une fois. Les matchs se déroulent du 22 mars au 28 avril 2024. Les 5 derniers sont relégués.
Cinq clubs quittent la première division et évoluent en Elite Two du Cameroun pour la saison 2024-2025 :
- APEJES de Mfou
- UMS de Loum
- Aigle Royal de la Menoua
- Avion Académie du Nkam
- Fovu de Baham